# Pequeño Alpamayo
De Pequeño Alpamayo, of kleine Alpamayo, is een 5.425 meter hoge berg van de Condoririgroep in de Cordillera Real in Bolivia. Het is een piramide van sneeuw. De normaalroute is een sneeuw- en ijstoer van ongeveer 55 graden steil. De eerste beklimming was in augustus 1962 door de Zuid-Afrikanen Irene Whitelock en Keith Whitelock.